# Mictochroa selinitis
Mictochroa selinitis är en fjärilsart som beskrevs av Dyar 1912. Mictochroa selinitis ingår i släktet Mictochroa och familjen nattflyn. Inga underarter finns listade i Catalogue of Life.